# Кільцева автодорога ІІ (Гельсінкі)
| KEHÄ RING | II |

| 102 |

Кільцева автодорога ІІ (фін. Kehä II, швед. Ring II) — автострада в Еспоо, Фінляндія. Дорога прямує з півночі на південь, сполучає Турунтіе на півночі з Лянсівяйля на півдні. Незважаючи на свою назву, Кільцева, вона не була побудована як справжня кільцева дорога, на відміну від паралельних автострад КАД I і КАД III.
Довжина — 6.8 км, має дві смуги руху в кожному напрямку.
Спочатку дорога була запланована в 1960-х роках, але до кінця 2000 року було завершено лише перший етап

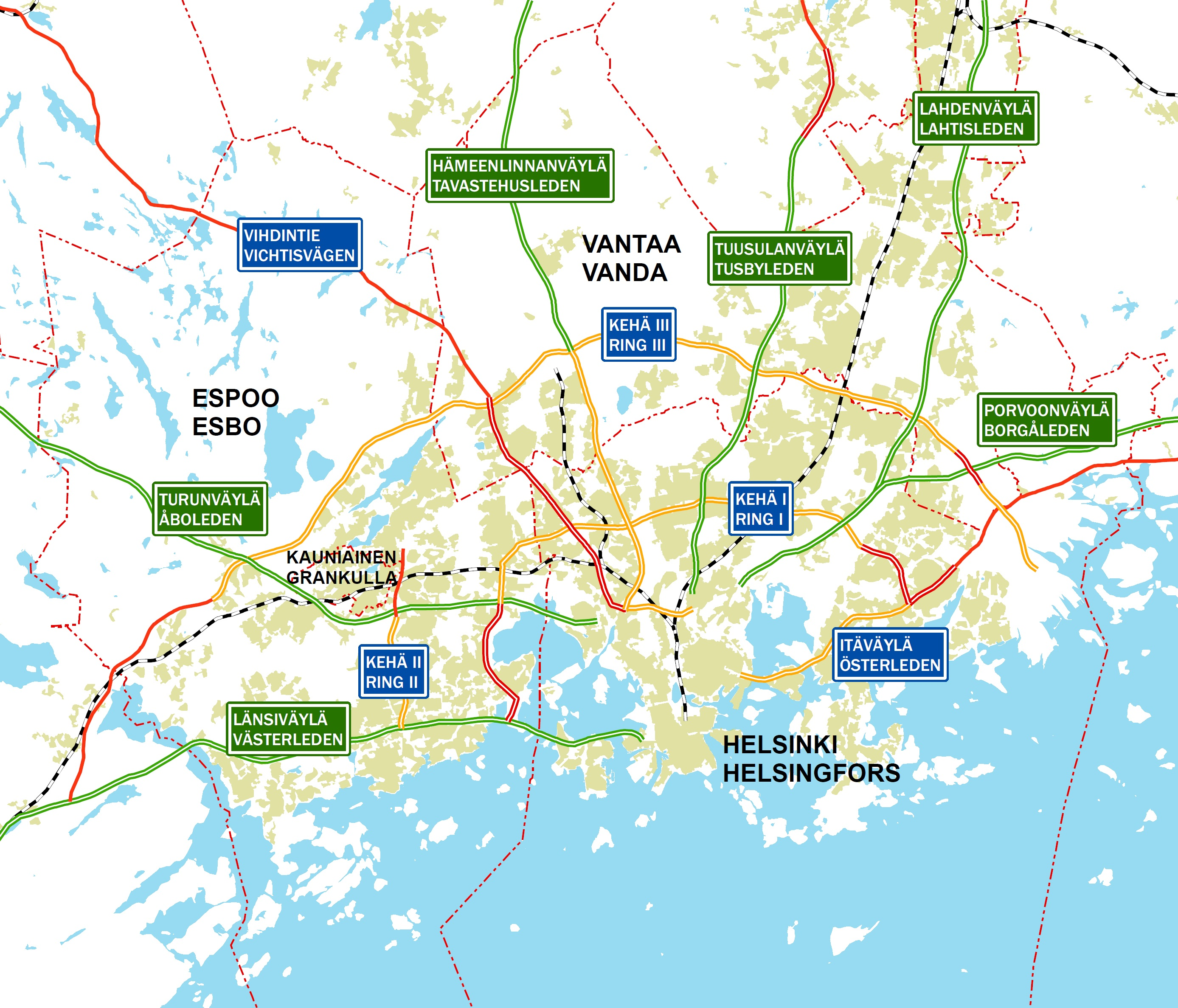
Мапа автодоріг Фінляндії із позначенням КАД ІІ
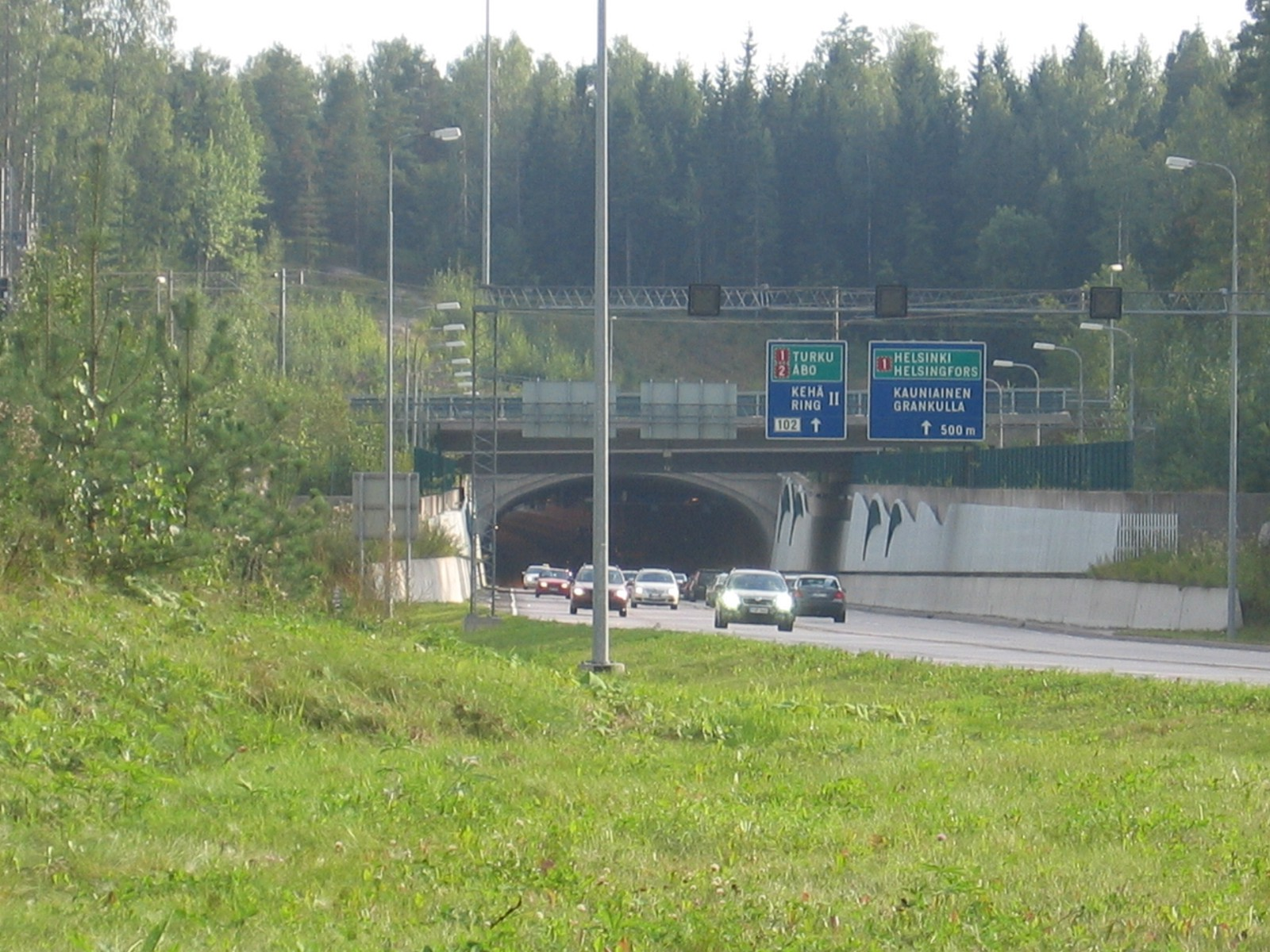
Портал тунелю Гіїденкалліон
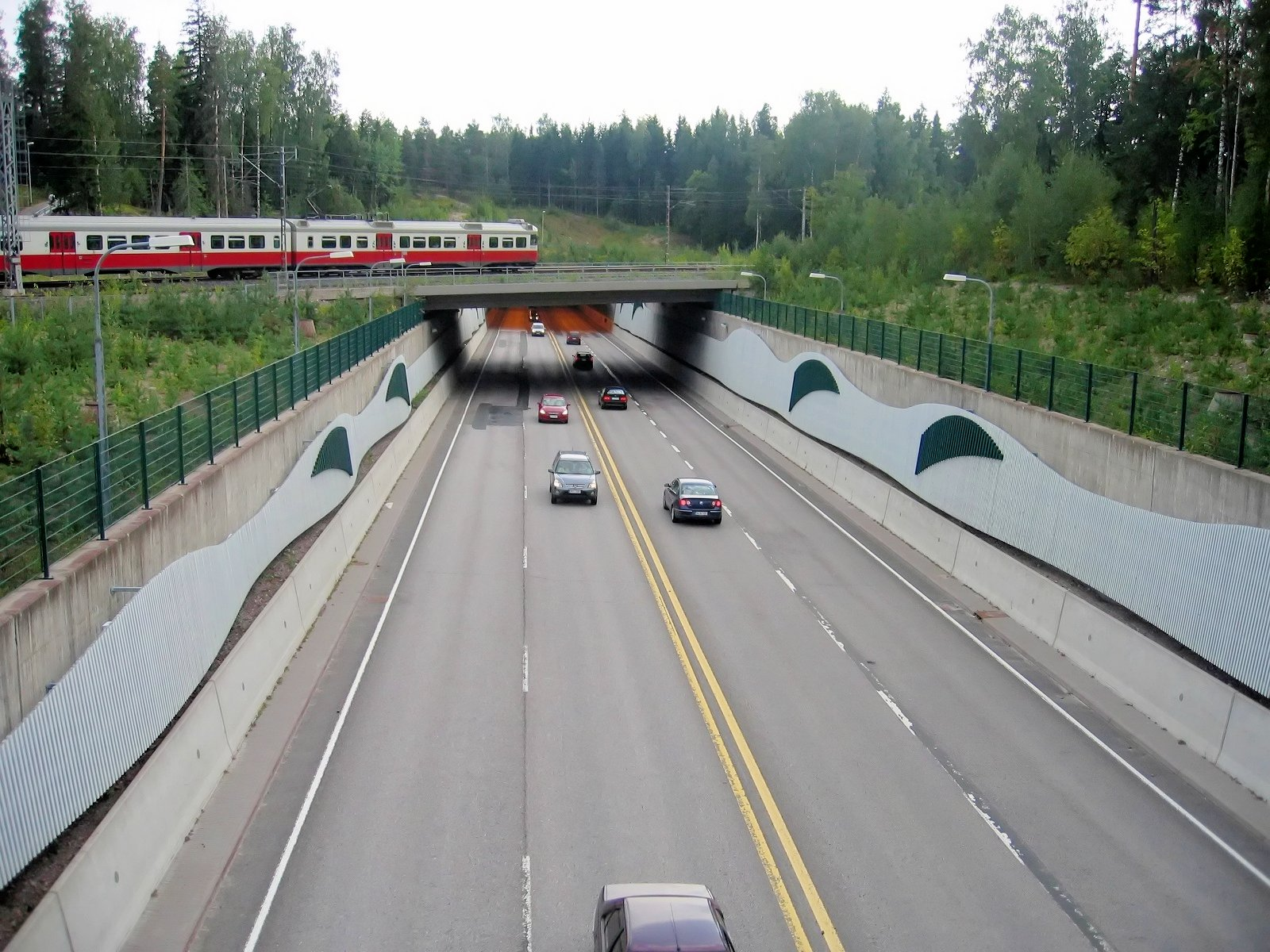
Перетин Рантарата з  КАД ІІ